# Vidombák (település)
Vidombák (románul: Ghimbav, németül: Weidenbach, szászul: Wejdebich) település Romániában, Brassó megyében, melyet 2002-ben nyilvánítottak várossá. Határos Brassóval, attól északnyugatra fekszik. Erdélyi szászok alapították a 13. században, és egészen a 20. század második feléig ők alkották a lakosság többségét, de kivándorlásuk következtében a 21. század elejére már csak néhány szász család maradt a településen. A 2011-es népszámláláskor 4698, túlnyomó többségben román lakosa volt.
Első említése 1342-ből származik. Katolikus, Szent Péternek szentelt nagytemplomát a 13. század közepén emelték, két évszázaddal később pedig kerítőfallal látták el. A 16. században a szászok evangélikus vallásra tértek, így a templom is evangélikussá vált. A 17. századi tatár és török betörések visszavetették Vidombák virágzását, a lakosokat legyilkolták vagy elhurcolták, a település és a templom pedig szinte teljesen elpusztult.
Az évszázadok során a lakosság a mezőgazdaságról fokozatosan a kézművességre, majd az iparra tért át; az első gyárak a 20. század elején jelentek meg, a század második felében pedig fontos ipari központ lett, többek között itt épült fel az IAR-repülőgépgyár. A 2010-es években a város mellett kezdték építeni a brassói nemzetközi repülőteret, amelyet 2023 nyarán nyitottak meg.
Tisztasága, takarossága miatt a Barcaság ékszerdobozának is nevezték: a házak alapzatát és redőnyeit minden évben újrafestették, a lakosok pedig minden reggel, miután a marhákat kihajtották a legelőre, felöntözték és felsöpörték az utcákat. Az elnevezés („das Schmuckkästlein des Burzenlandes”) több forrás szerint Georg Daniel Teutsch szász evangélikus püspöktől származott, aki 1879-ben látogatta meg a települést.

## Neve és címere
Német nevének jelentése füzes patak. Ez utalhat az itt áthaladó folyó melletti egykori növényzetre, Gernot Nussbächer történész viszont azt feltételezte, hogy a szász telepesek egy Weidenbach nevű korábbi otthonukról nevezték el az újonnan alapított Vidombák települést, és az azon áthaladó folyót. Származási helyként a Koblenztől, a Német Lovagrend egyik központjától délnyugatra fekvő Weidenbachot nevezte meg.
Nussbächer szerint a magyar Vidombák és a román Ghimbav a német név fonetikus átvétele. Alexandru Graur feltételezte, hogy a régi román nyelvű névváltozat Ghimbah volt (a -bah utótag a német Bach, azaz patak szóból ered), a helységnévből képzett családnév ugyanis nem Ghimbăveanu, hanem Ghimbășanu. Megjegyzendő, hogy egy forrás szerint a Ghimbav névnek nincs köze a német elnevezéshez, hanem a Leaota-hegységben található azonos nevű hegytől származik, amelynek környékéről a helyi román juhászok jöttek.
Fennmaradt okmányban legelőször 1342-ben jelenik meg a Widinbach név (egy brassói adománylevél megemlít egy Conradus de Widinbachot mint városvezetőt), a következő években pedig több névváltozat is előfordult (1351: Widenbach, 1357: Wildumbach, 1366: Wibenbach és Wydenbach, 1368: Wydumbach, 1377: Woydenboch stb).
Régi címere (egy szívből kinövő három rózsa) hasonlít a barcarozsnyói címerhez (szintén három rózsa, de szív nélkül). A hasonlóság valószínűleg arra utal, hogy Vidombák egykoron Barcarozsnyótól függött, amellyel történelmének kezdetén úgynevezett centuriumot alkotott (Rosenauer Hundertschaft). Egy legenda szerint a címer egy szász asszonyra utal, akit az 1658-as török–tatár betöréskor Törökországba hurcoltak, ahonnan elmenekült, és gyalog hazatért, bátorsága pedig Vidombák jelképévé vált: a három rózsa a hit, remény, szeretetet szimbóluma. 1843-ban bevezettek egy újabb címert, mely Szent Péter kulcsait tartalmazza, a település védőszentjére utalva. A jelenlegi, 2014-ben elfogadott városi címer vágott pajzs, fent a vidombáki marhabélyeggel, lent egy szívből kinövő három pipaccsal. A leírás szerint a három virág a polgári szolidaritást, a bátorságot és a nagyszerűséget jelképezi. Megjegyzendő, hogy a vidombáki marhabélyeg legkorábbi ábrázolása 1577-ből maradt fenn.

## Földrajza
Vidombák területe teljes egészében a barcasági síkságon fekszik; a határ szántóföldekből, rétekből és legelőkből áll. Erdők nincsenek (csak a város határát képező Barca mentén találhatók égerek, fűzfák és cserjék), így a faanyagot történelmük során mindig más településektől vásárolták. A talaj kiváló és bőséges termést hoz. A településen délnyugat–északkelet irányban áthalad a Vidombák folyó, a város területén esése 7 m/km, medre mintegy 2 méterre mélyed a kavicskúpba.
Határos Brassó városával, attól északnyugatra fekszik; távolsága Brassó városközpontjától légvonalban 8, közúton 10 kilométer; távolsága Feketehalom municípiumtól 7 kilométer. Területe 28,3 km2, tengerszint feletti magassága 557 méter. Áthalad rajta a DN1-es és a DN73B főút, illetve a 200-as vasúti fővonal. A településen keresztülhaladó országutaknak régóta fontos kereskedelmi és gazdasági jelentőségük van, és ezeknek köszönhetően Vidombák fejlett és gazdag várossá alakult; a 20–21. században számos gyár létesült, továbbá Brassó repülőtere is itt épült fel.
Éghajlata nedves kontinentális, hasonló a szomszédos Brassó és tágabban az egész Barcaság éghajlatához. Az évi középhőmérséklet 8,3 °C, a legmelegebb hónap az augusztus (19,0 °C), a leghidegebb pedig a január (−3,6 °C). Évente átlagban 794 mm csapadék esik, a legszárazabb hónap a február (42 mm), a leginkább esős pedig a június (100 mm). Az állatvilág és a növényzet a mérsékelt övi, hegységvonulatok között kialakult medencékre jellemző. A folyómedrek mentén mezofil gyepek és fűzfák, a magasabb teraszokon mezőgazdasági területek vannak. A Vidombák folyóban többször láttak hódokat.

## Története

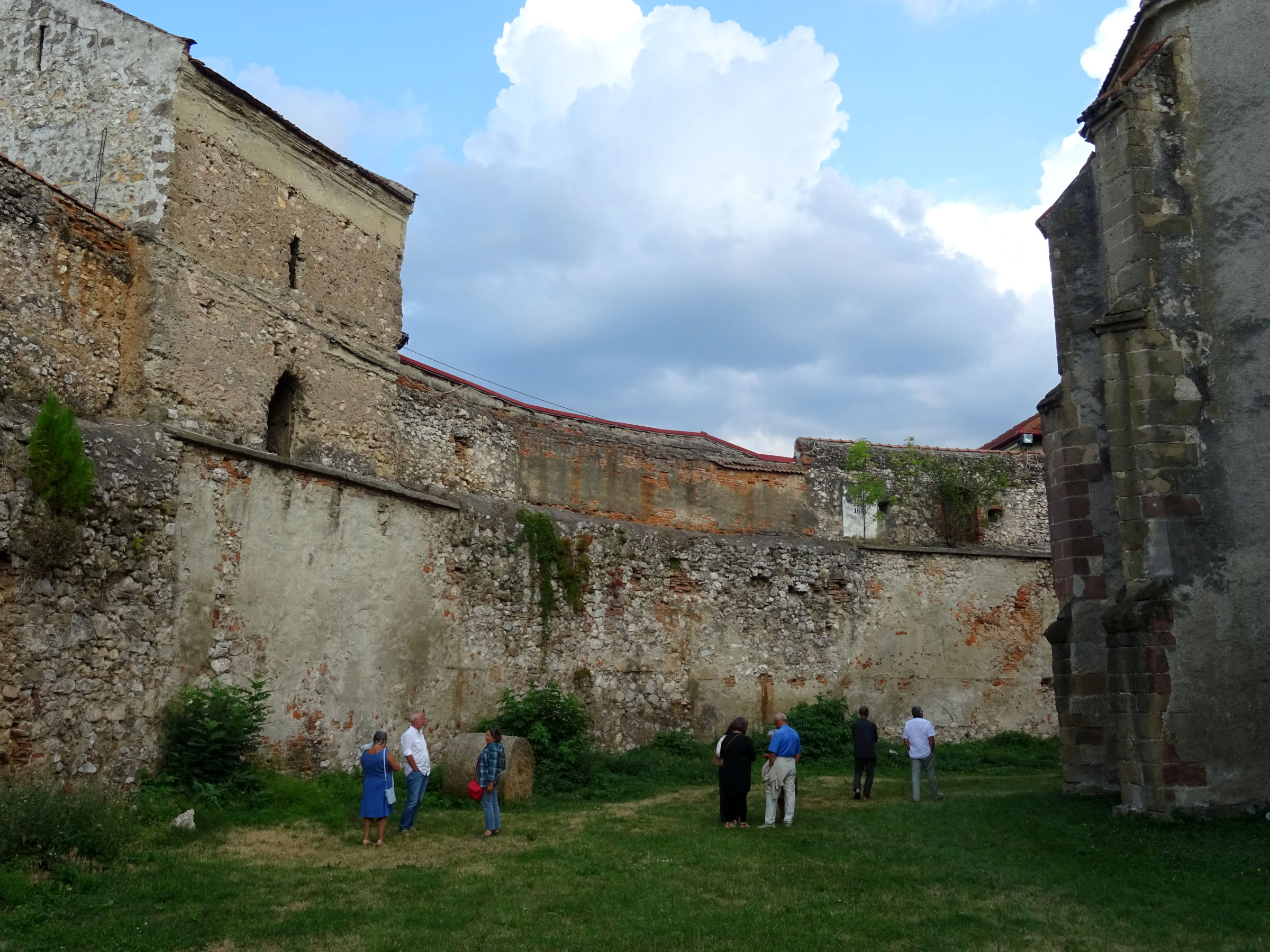
A templomerőd udvara

A Barcaságnak ezt a részét már az ókorban is lakták, azonban Vidombák területén néhány korai bronzkori edénydarabon kívül a szászok érkezéséig nem maradtak fenn archeológiai emlékek. A honfoglaló magyarok a 13. század elején hatoltak be a Barcaság területére, Vidombák megalapítása pedig a Német Lovagrend magyarországi tartózkodásához köthető, akik 1225-ig tartózkodtak Erdélyben és szász telepeseket hoztak a vidékre. A hagyomány szerint a legelső településmag a mai várostól északra, a Câmpșor nevű helyen volt, a jelenlegi repülőtér környékén. A lovagrend hagyományai szerint Vidombák a szomszédos Barcarozsnyóval és Keresztényfalvával egy centuriumnak (németül Hundertschaft) nevezett közigazgatási egységet alkotott, amely száz háztartásból állt (a lovagrend által alapított öt barcasági „ház” egyike), Barcarozsnyón volt a székhelye, és a hozzárendelt barcarozsnyói várat kellett fenntartsa. Később azonban Brassó fennhatósága alá került, melyet egy 1420-as rendelet is megerősít.
A falu történelmének első évszázadáról nem maradtak fenn írásos emlékek. Szent Péternek szentelt templomát 1250 körül emelték román stílusban. Okmányban legelőször 1342-ben jelenik meg Widinbach néven. 1377-ben I. Lajos egy kiváltságlevélben megerősíti Brassó és a tizenhárom szabad barcasági szász falu közötti régi kapcsolatot, mely arra utal, hogy a Német Lovagrend idejéből fennálló szervezettség még akkor is érvényben volt. A vidombáki papot legelőször 1385-ben, a falunagyot (villicus) 1397-ben említik. 1413-ban egy Corpus Christi kápolnáról is írnak.
A 15. század több viszontagságot hozott a falunak. 1421-ben a török betörés következtében Vidombák (továbbá Brassó és több más barcasági falu) súlyos károkat szenvedett, ezért Zsigmond király tíz évre felmentette a lakosokat az adók fizetése alól. 1432-ben újabb törökdúlásra került sor, ezért Zsigmond további hat évre eltekint az adózástól. Valószínűleg ezen események után kezdték meg a templomerőd építését, amelynek ovális alakja arra utal, hogy a Barcaság egyik legkorábbi ilyen építménye volt. A nyílt, sík mezőn fekvő Vidombák lakói nem tudtak a környező erdőkbe menekülni az ellenséges betörések alkalmával, így kiváltképpen fontos volt egy ellenálló erődítmény építése. Magát a templomot gótikus stílusúvá alakították át. 1469 februárjában egy tűzvész majdnem teljesen elpusztította a falut.
A 16. század végétől kezdve újból nehéz idők köszöntöttek Vidombákra. 1586-ban tűzvész pusztította, 1599 októberében pedig Vitéz Mihály seregei égették fel. 1602-ben Giorgio Basta csapata, 1602–1603 telén császári vallon seregek állomásoztak Vidombákon és a környező településeken, a környéket kirabolták. 1605-ben a Barca és Vidombák folyók áradása tett kárt a házakban, 1609-ben sáskajárás pusztította a terményt. 1611–1612-ben Báthory Gábor székelyei prédálták fel a Barcaságot; Vidombákot felgyújtották, lakói közül sokat megöltek vagy elhurcoltak. 1613-ban a Báthory elmozdítására behívott török és moldvai csapatok táboroztak a falu mellett, a lakosokat kirabolták, a terményt teljesen elpusztították. 1629-ben, 1630-ban és 1643-ban Vidombákot ismét tűzvészek pusztították, melyek után csak néhány ház és a templomerőd maradt állva.
Az 1658. augusztusi török–tatár betörés alkalmával a lakosok az erődtemplomba menekültek, ahol ki tudtak volna tartani, de végül feladták azt, mert azt remélték, hogy így az ellenség megkegyelmez a falunak. A tatárok azonban nem kegyelmeztek, az építményeket lerombolták, a templomvárban meghúzódó 909 lakos legtöbbjét lekaszabolták, a többieket pedig vasra verték és a brassói Kolostor utcai kapu előtt váltságdíjat követeltek értük. A brassóiaknak 155 embert sikerült kiváltaniuk, további 65 embert váltságdíj nélkül szabadon engedtek, a többi rabot a tatárok a helyszínen legyilkolták. A visszatérő gazdák már 1659-ben megkezdték Vidombák újjáépítését; ebben az évben elkészült a malom, 1660–1668 között a templomépület és a lelkészi lak, 1666-ban a faluháza.

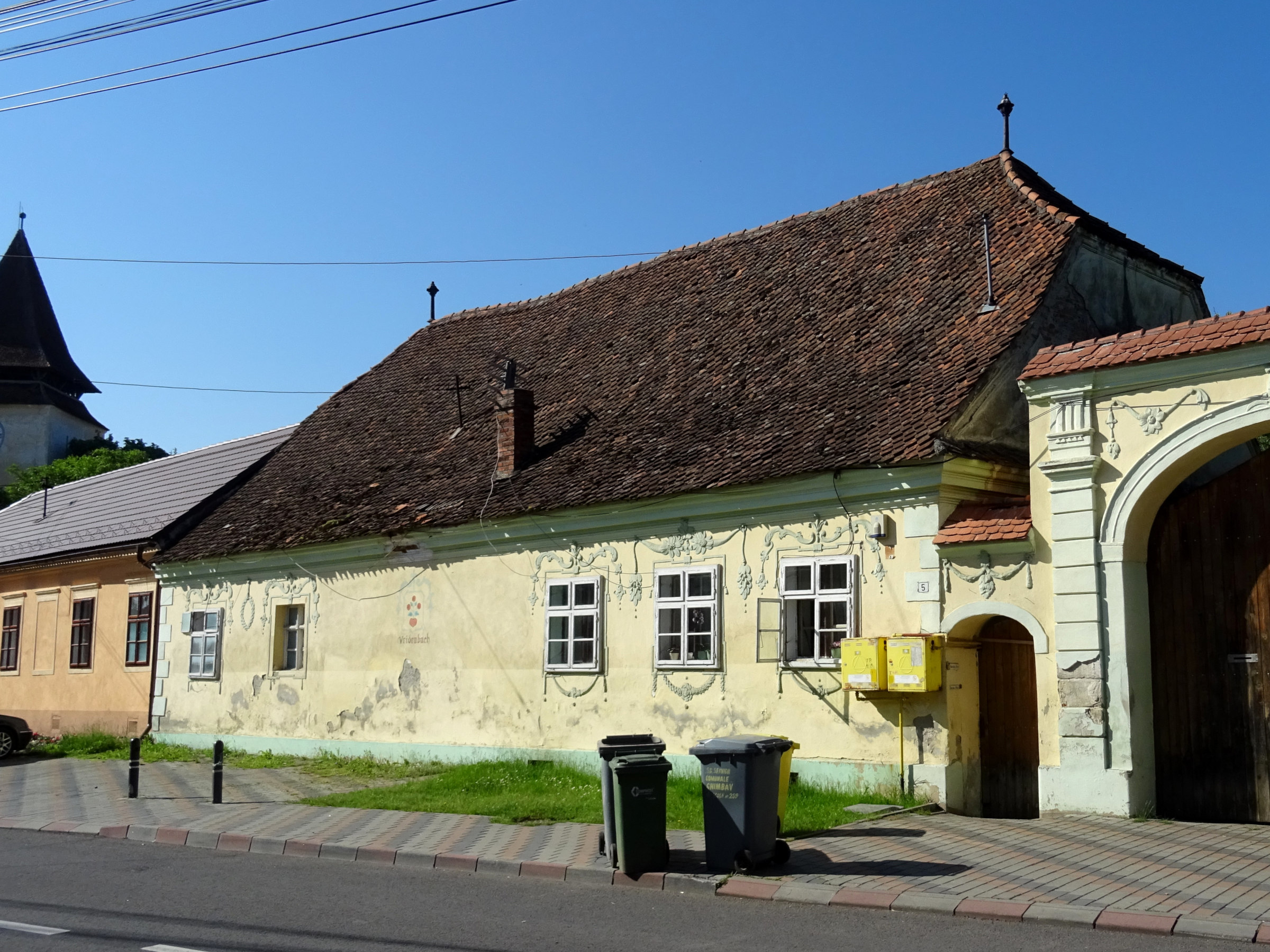
18. századi épület, ahol II. József megszállt

A 17. század második és a 18. század első felében további sorscsapások érték a falut (tűzvészek, sáskajárás, pestisjárvány, árvíz, a környéken átvonuló és állomásozó török, császári, kuruc, székely, rác katonák által véghezvitt rablások, öldöklések). A megfogyatkozott szász lakosság mellé románok kezdtek beköltözni, akik a Vidombák folyó jobb partján telepedtek le, és fatemplomot is építettek (ez 1733-ban leégett, helyette 1737-ben újat építettek). 1773-ban II. József császár meglátogatta a települést, és engedélyt adott egy román ortodox kőtemplom építésére. 1775-ben megalakult az ortodox egyházközség, és 1780-ban felépítették Szentháromságnak szentelt ortodox templomukat a település románok által lakott részén.
1849. március 19-én Bem József csapatai táboroztak le itt, miután Feketehalomnál megverték a császári seregeket, majd 21-én továbbindultak Brassó felé. A szabadságharc alatt Vidombák 40 000 forint háborús hozzájárulást fizetett.
A 19. században számos középületet emeltek illetve renováltak. 1830-ban felújították a faluházát; az erre utaló latin nyelvű szöveg máig fennmaradt az épület falán. 1863–64-ben kaszárnya épült (a román határ közelsége miatt nemcsak Brassóban, hanem a környező településeken is erős kaszárnyák létesültek), amelyet kezdetben huszárok, később tüzérek, a román hatalomátvétel után repülősök használtak, ma városháza. 1870-ben fogadó épült a Hosszú utcában, 1876-ban a templomerőd kapubástyájának lebontásával felépült az új faluháza (ma könyvtár és egyesületek székhelye), 1895-ben a szász iskola.
1876-ig Vidombák (a tizenhárom szabad barcasági szász falu egyikeként) Brassó-vidékhez tartozott. Ebben az évben létrehozták Brassó vármegyét, Vidombákot pedig ennek Felvidéki járásába sorolták be. A század végén bevezették a telefont és a távírót; posta, takarékpénztár és tűzoltóság is létesült. A 20. század elején megérkezett a vasút; az első Brassó–Nagyszeben járat 1903-ban haladt át a városon, a vidombáki állomás 1911-ben nyílt meg. 1913-ban bevezették a villanyt.
Az 1916-os román betöréskor a szász lakosok többsége Kőhalom felé menekült. Október 9-én Vidombák mellett ádáz harcok folytak a visszavonuló románok és az előrenyomuló központi hatalmak között; az elesett katonákat tömegsírba temették az evangélikus temetőben. A központi hatalmak veresége és az 1920-as trianoni békeszerződés után Vidombák Románia része lett.
1926-ban országúti hidat építettek a Vidombák fölé, az országutat (a jelenlegi DN1-es főutat) pedig 1935-ben aszfaltozták le. Az addig mezőgazdasággal, kisebb mértékben kézművességgel foglalkozó település az iparosodás útjára lépett: 1921-ben kartonpapírgyár, 1922-ben kozmetikai üzem, 1932-ben furnérgyár, 1936-ban fésűsfonó, 1939-ben kávépörkölő üzem létesült.
A második világháború alatt, 1945 januárjától a szász lakosságot a Szovjetunióba hurcolták kényszermunkára. 1945 májusában az új földreform értelmében a szászok tulajdonát kisajátították. Az elhurcoltak 1949-től kezdődően kezdtek visszatérni Vidombákra. 1957-ban bevezették a városi gázt, 1960−1966 között pedig a vizet (egészen addig a falusiak kutakból nyerték a vizet, melyeket kilenc „kútszomszédság” tartott karban). 1967-ben szennyvíztisztító telep létesült, és ugyanekkor kezdték építeni az első tömbházakat. 1968-ban Vidombákot községgé nyilvánították, és ugyanekkor alakult meg az ICA Ghimbav (később IAR) repülőgépgyár.
2002-ben városi rangra léptették elő. 2006-ban egy új, zsúfolt városrészt kezdtek építeni a déli részen (Florilor), amelynek látképét egy 2009-ben befejezett hatalmas, bizánci stílusú, arannyal fedett kupolájú ortodox templom uralja.

## Leírása

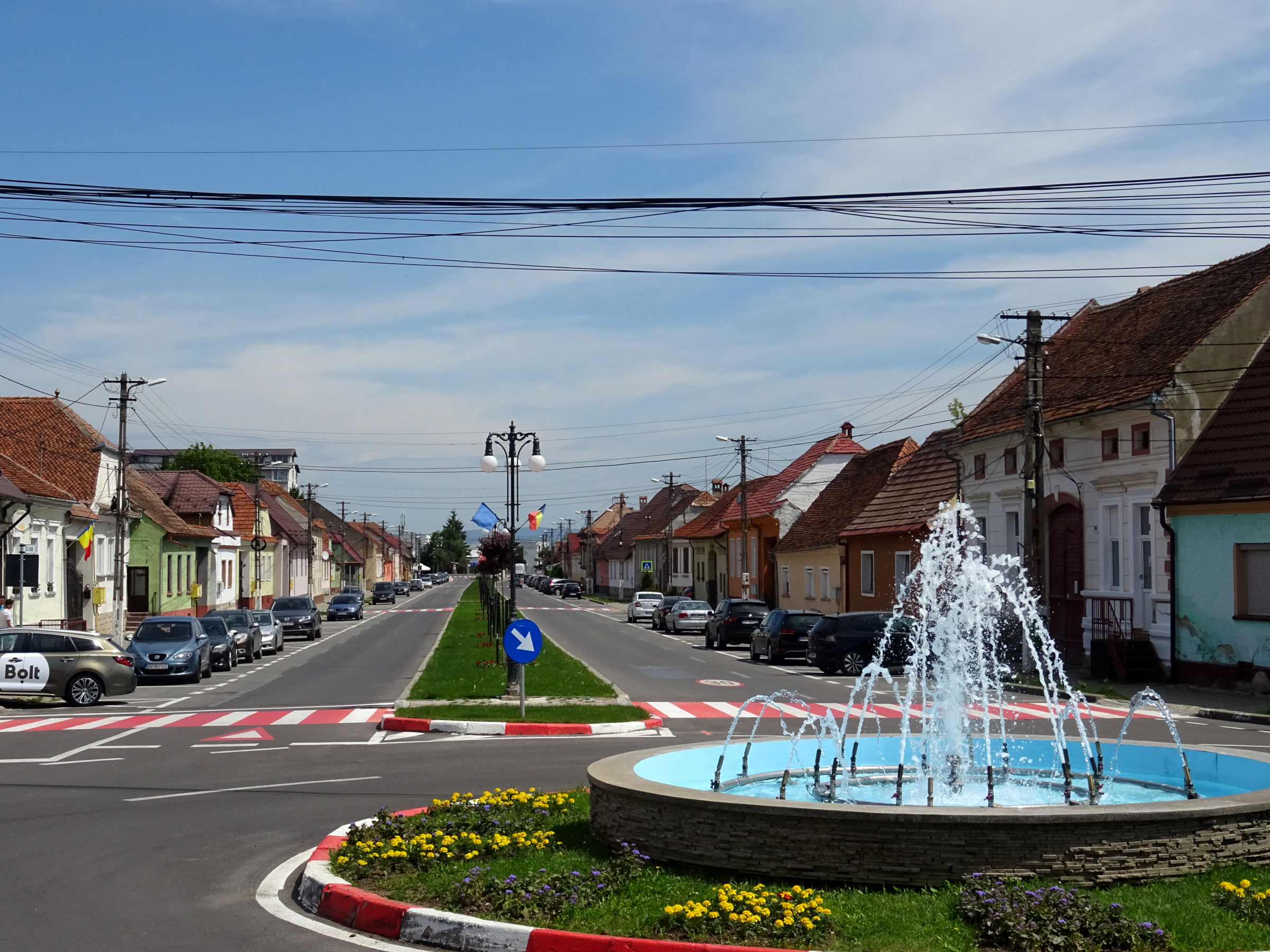
A Hosszú utca

Vidombák központi része ma is a szász települések jellegzetességeit mutatja: masszív házakkal szegélyezett hosszú, párhuzamos utcák, melyek vízfolyásokkal párhuzamosan húzódnak. A téglalap alakú telkek utcafronti oldala keskeny, befelé azonban igen hosszúak (akár 100 méter vagy több is), a lakóház mögött helyezkednek el a melléképületek. A település fő tengelye a Vidombák folyótól északra húzódó Malom utca–Piac utca, amelyeknek találkozásánál van az erődtemplom és a piactér. Ezt a tengelyt észak felé megduplázza a Hosszú utca, majd az ezen túl haladó, „hátulsó” Új utca. Az utcák nevei legelőször egy 1550-es adójegyzékben jelennek meg: Lang Gaß (Hosszú utca, ma Strada Lungă) 44 háztartással, Dyrr Gaß (Száraz utca) 44, Myl Gaß (Malom utca, ma Strada Morii) 42, Morth Gaß (Piac utca, ma Strada Pieții) 35 háztartással.
A régi román negyed a település déli részén, a Vidombák jobb partján alakult ki a 18. században. A 20. század második felében a román munkaerő betelepítésével a település szerkezete átalakult: az 1950-es években észak felé terjeszkedett, az 1970-as években a Hosszú utca és Új utca telkeinek visszavágásával tömbháznegyedet hoztak létre a központban, a 2010-es években pedig tömbház- és villanegyedet építettek a várostól délre.

### Népessége
A legelső népszámlálási adatok 1510-ből maradtak fenn: ekkor 133 gazda, tizenegy özvegyasszony, két zsellér, tíz szegény, két molnár, hat pásztor, egy iskolamester, egy templomszolga és egy harangozó lakott a faluban. Brassó és a négy vásárhely (Prázsmár, Barcaföldvár, Feketehalom, Barcarozsnyó) után 133 háztartásával Vidombák volt a legnépesebb barcasági település. 1520-ban 5,5 „fizetőházzal” (domus numeralis, amely az egyes települések adózóképességét mutatta) rendelkezett, mely egyenlő volt Barcarozsnyóéval. 1526-ból származik az első adójegyzék, amely 165 nevet tartalmaz; mindannyian szászok. Ezek közül 110 teljes jogú gazda (ganz Czinser), 41 szegény (halb Czinser), kilenc üres ház (wüste Häuser). Nem fizetett adót a falunagy (Ortshann) és négy pásztor.
Okmányokban legelőször 1700 körül említenek románokat, ekkor 32 román család (mintegy 150 személy) élt Vidombákon. Fő foglalatosságuk a pásztorkodás és a napszámosmunka volt. Családneveik alapján valószínűleg Ótohánról, Barcarozsnyóról, Felsőtyukosról, Rukkorból és a Dâmbovița mellékéről származtak. A románok lakhelyileg is elkülönültek a szászoktól: hagyományosan a Vidombák folyó jobb oldalán (a település déli részén) laktak, míg a szászok a bal oldalon (a folyótól északra). A két településrészt csak egy kis híd kötötte össze.
1787-ben 284 háza volt a falunak, melyet 376 család (mintegy ezer ember) lakott. Vallási megoszlásuk szerint 856 evangélikus, 334 ortodox és 5 római katolikus. 1817-ben 1137 lakost jegyeztek fel, akik közül 869 evangélikus szász és 268 ortodox román volt. 1838-ban 1195 lakos volt (376 család), közülük 853 szász és német, 237 román és görög, 97 cigány, 8 magyar és székely.
Egy 1848-as jegyzék a következőket listázza: 232 szász gazda és 64 szász özvegyasszony, 43 román gazda és 11 özvegyasszony, 26 cigány és egy özvegyasszony. A legtöbb adót fizetők: id. Petrus Gutt (43 forint 46 krajcár), Petrus Rugunesch (34,38), ifj. Andreas Murz (33,16), ifj. Petrus Römer (32,59), ifj. Thomas Foith (30,24), id. Petrus Römer (30,05). A legtöbb adót fizető románok: Bucur Preda (7 forint 11 krajcár), Ioan Zaharia Nicolau (7,05), Petru Comse (6,17), Gheorghe Drăghici (6,01). A leggazdagabb cigányok három forint körüli adót fizettek. A szegényemberek 18, a szegény özvegyasszonyok 12 krajcárt fizettek (1 forint = 60 krajcár).
Az 1910-es népszámláláskor 1629 lakosa volt, közülük 944 német, 542 román, 142 magyar, egy szlovák anyanyelvű; a lakosság 71%-a tudott írni-olvasni. 1930-ban 1700 lakost jegyeztek, kétharmaduk szász, egyharmaduk román etnikumú volt. Legtöbbjük gazdálkodással foglalkozott, de mintegy 75 ember (60 szász és 15 román) kézművesként dolgozott.
A 20. század második felében a szászok száma lehanyatlott (elhurcolták őket, kivándoroltak), ezzel párhuzamosan románokat telepítettek be. 1966-ban 3206 lakosból 1967 román, 1063 szász, 165 magyar, 11 egyéb nemzetiségű volt. A letelepedő románok számára a falu északi részén alapítottak új negyedet, ahol a Progresului és Unirii utcák húzódnak. 2011-ben 4698 lakosából 4298 román, 155 magyar, 41 német.

### Gazdaság

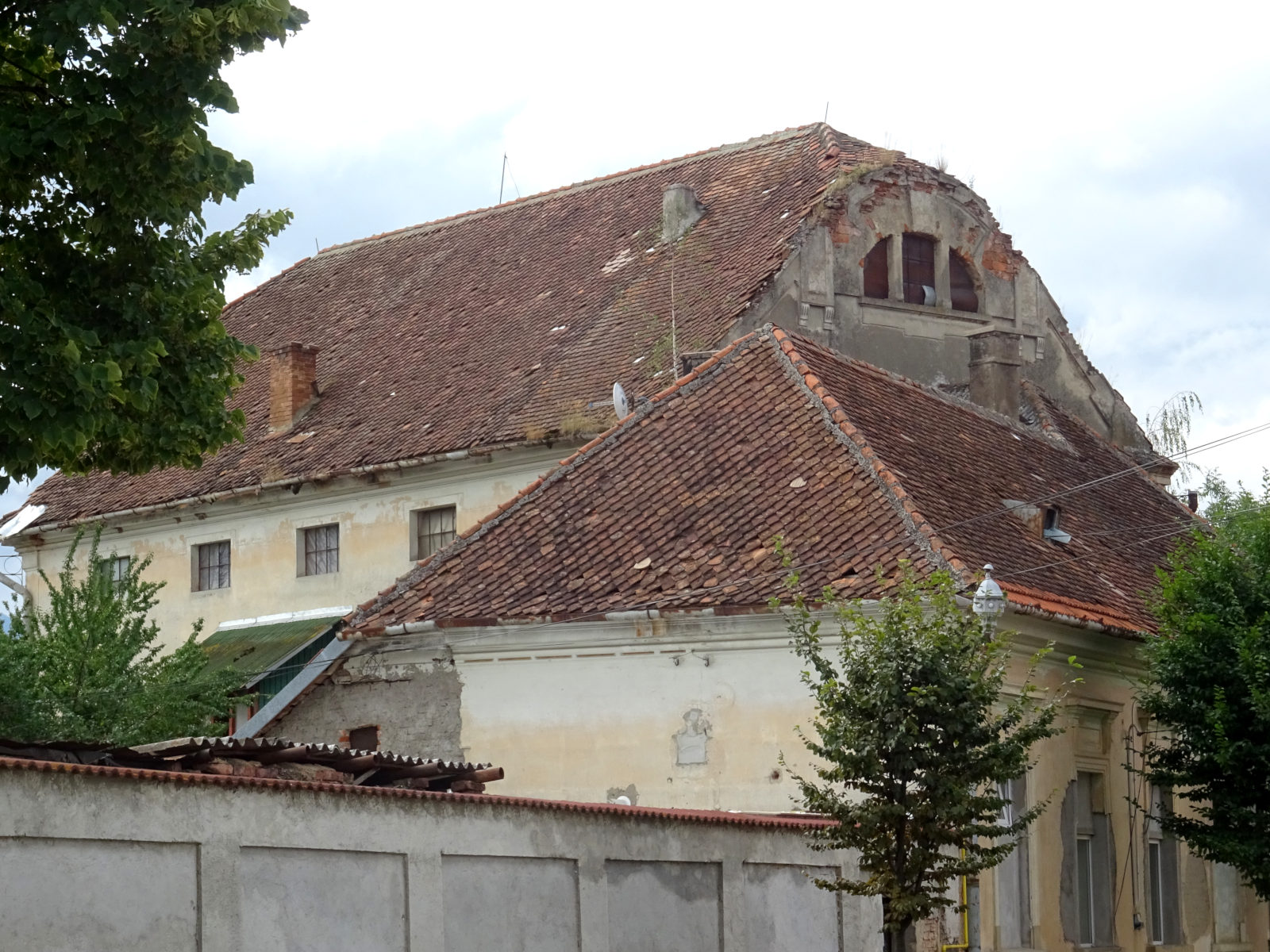
Az 1909-ben épült községi malom, ma lakóház

Történelmének nagy része során Vidombák földműves település volt. A földeken búzát, 
rozsot, zabot, kendert, lent, sárgarépát, káposztát termesztettek. Marcus Fronius brassói lelkész szerint a vidombáki búza volt a legszebb a Barcaságon. A vidombákiak Brassó határában is béreltek termőföldeket, amelyekért külön adót fizettek. A burgonyát már 1769-től ismerték, később elterjedt a kukorica is. Cukorrépát 1888-tól, cikóriát 1920-tól, mentát 1926-tól termesztettek. A takarmánynövények közül megemlíthető a lucerna, tök, takarmányrépa, takarmánykukorica. Az állattartás nem volt jellemző; a 19. század végén szarvasmarha tenyésztésével próbálkoztak, de néhány évtized múltán felhagytak vele.
1895-ben a 390 gazdaságot számláló település 4282 hold földdel rendelkezett: 2338 hold szántóföld, 870 gyümölcsös, 858 legelő, 35 kert. Ami az állatokat illeti, 3988 baromfit, 1249 szarvasmarhát, 1087 disznót, 560 lovat, 166 méhkaptárt, 25 juhot tartottak nyilván. Az 1896-os tagosítás során a 6884 parcellát 2230 földrészletté vonták össze.
A két világháború között az addig mezőgazdasági település gazdasági élete átalakult. Megjelent az ipar; 1921-ben a Malom utcában levő, Samuel Wagner által 1909-ben épített kommunális malom épületében Fritz Bartesch kartonpapírgyárat rendezett be, mely 1971-ig állt fenn. 1922-ben üzembe helyezték a Leo kozmetikai üzemet (később a német Chlorodont leányvállalata, a brassói Nivea elődje). 1924-ben gépesített asztalosműhelyről adnak hírt. 1932-ben létesült Keller és Braun furnér- és deszkagyára a vasútállomás mellett, amely 1945-ig működött (később papírgyár alakult a helyén). 1936-ban a brassói Scherg-gyár 180 munkást foglalkoztató fésűsfonót létesített (Corona), 55%-os németországi tulajdonrésszel (a lipcsei Stohr), neve az 1948-as kisajátítás után Vörös Október, majd 1989 után Transilana lett. Ludwig Goldschmidt 1939-ben ideköltöztette temesvári kávépörkölő üzemét, ezt 1948-ban a kommunisták megszüntették, a berendezéseket Bukarestbe vitték.
A második világháború és a kommunista hatalomátvétel után igen nagy hangsúlyt helyeztek az iparra. 1955-ben papírgyár alakult az egykori furnérgyár helyén, mely Délkelet-Európában legelőször gyártott hullámpapírt; ezenkívül különféle papírárut, szalvétákat, borítókat, milliméterpapírt stb. is készített (1997-ben Ecopack név alatt privatizálták). Az 1960-as években Vidombáknak nagyobb ipari termelése volt, mint egész Moldvának. Az 1980-as években Románia egyik legjobban iparosodott községeként tartották számon. A rendszerváltás után, 1991-ben fafeldolgozó alakult (Forex), később több neves cég telepített a vidombáki ipari parkba gyáregységet (például Airbus Helicopters, Continental AG, Schaeffler, Viessmann, Benchmark, Preh, NBHX Rolem), és számos vállalatnak van itt székhelye.
A 21. században elsősorban agrár- és iparváros. Idegenforgalmi szempontból jelentéktelen; nincs turisztikai infrastruktúra, és nincsenek jelentős helyi látnivalók vagy kikapcsolódási lehetőségek.

#### Repülőtér és repülőipar
A 20–21. században Vidombák főként arról lett ismert, hogy repülőgépgyár alakult, és itt épült meg a brassói nemzetközi repülőtér.
Első repülőtere 1939-ben épült, hogy az 1927-ben alapított brassói Industria Aeronautică Română (IAR) repülőgépgyár gépeit teszteljék. Nemsokára polgári repülőtérré bővítették a megfelelő infrastruktúra és navigációs berendezések telepítésével, amely az 1940-es évek elején Brassó városát szolgálta ki. Heti több járat indult Bukarestbe, Nagyszebenbe és Tordára.
A második világháborúban mind a repülőteret, mind a brassói IAR-üzemet lebombázták. Ezután csak egy kis sportrepülőtér épült Vidombákon, az egykori IAR csarnokait pedig a brassói traktorgyár vette át. 1968-ban újraalakult az IAR (korai nevén ICA), ezúttal Vidombákon.
2008-ban itt kezdték építeni az új brassói repülőteret, melyet akkoriban a tervek szerint a kanadai Intelcan vállalat épített és üzemeltetett volna. A projekt megrekedt, a helyi hatóságok pedig átvették a beruházást és új szerződést írtak ki. 2014-ben elkészült a futópálya, 2018-ban a gurulóút és a forgalmi előtér, 2021-ben pedig az utasterminál, egyéb épületek, bekötőutak. 2022-ben üzembe helyezték a navigációs berendezéseket, a repülőteret pedig végül 2023. június 15-én nyitották meg. Ez volt az első és egyetlen repülőtér, amelyet az utóbbi ötven évben építettek Romániában. Utasforgalmát évi egymillióra jósolják a 2020-as évek végére.

### Oktatás és kultúra

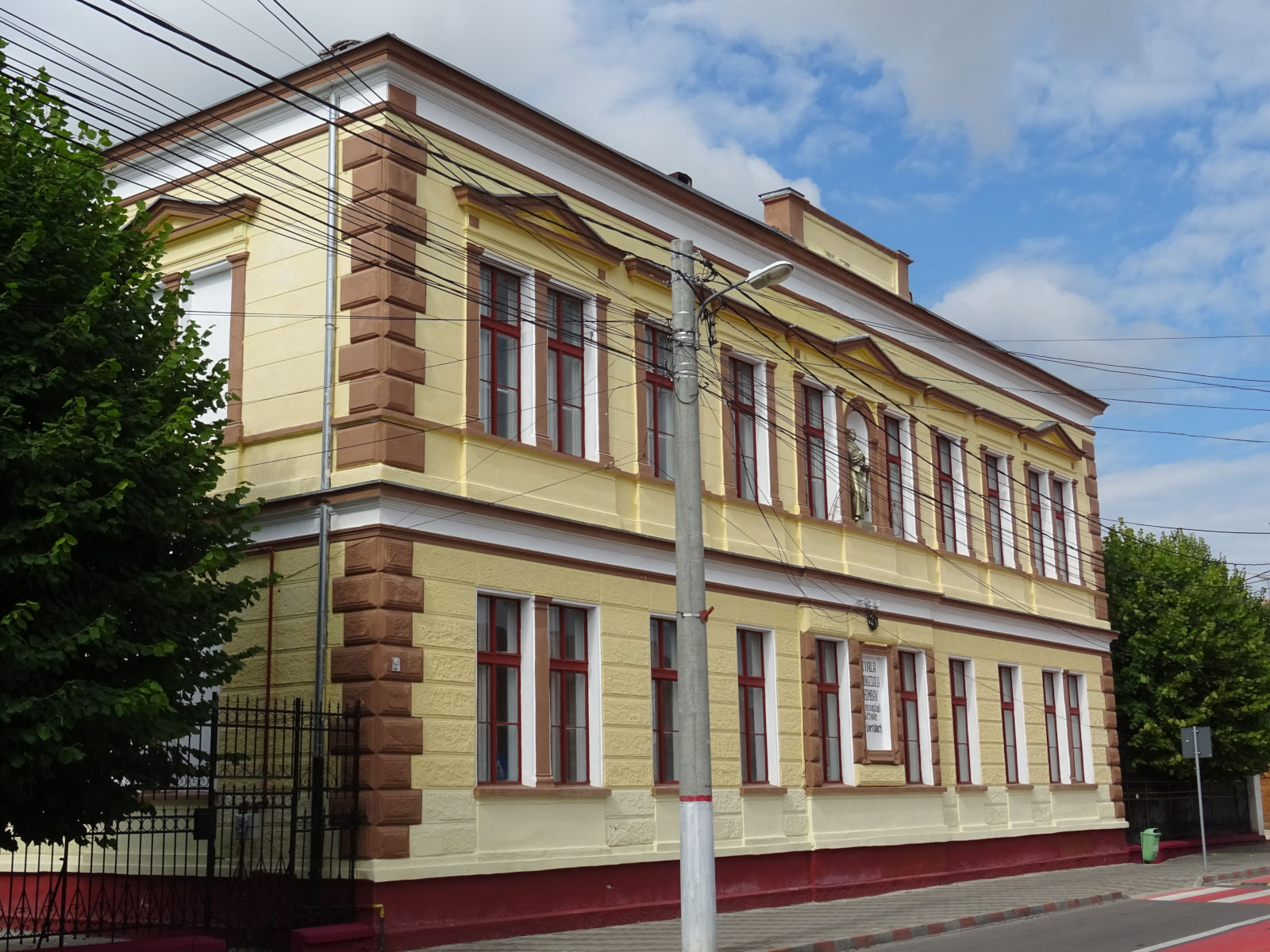
Az egykori német iskola

A legelső ismert vidombáki diák Tilmanus Helbich, aki 1421-ben plébános volt, majd később a Bécsi Egyetemen jogot hallgatott. 1429–1438-ban további négy vidombáki személy tanult ugyanott (Petrus, Augustinus, Gaspar, Petrus Riemer), és a 15. század második felében is több diák tanult külföldön, ami közvetett bizonyítéka a közösség magas szellemi fejlettségének. Egy 1510-es adójegyzékben megjelenik egy iskolamester, vagyis ekkor már létezett szász iskola. Román oktatást legelőször 1807-ben említenek.
Egy 1872-es jegyzék szerint a faluban 247 szász evangélikus és 64 román ortodox iskolásgyermek volt. 1890–1894 között épült fel a templomerőd mellett a német iskola modern, kétszintes épülete; ez ma elemi iskolaként működik. A román iskola új épülete 1936-ban készült el, korábban a románok az ortodox templom melletti házat, majd az egykori kaszárnya egyik szárnyát használták iskolaépületként.
A többi szász településhez hasonlóan Vidombák szász gazdái is szomszédságokba tömörültek. A legkorábbról fennmaradt, Hosszú utcai szomszédságjegyzék 1607-ből származik. 1761-ben már négy szomszédságot említenek (Hosszú utca, Új utca, Malom utca, Piac utca).
1965-ben kultúrotthon nyílt, 1966-ban szász rezesbanda alakult. A Vidombákról elszármazott szászok 1981-ben alapítottak egyesületet; első találkozójuk a németországi Grafenbergben volt. A 21. században Vidombákon számos fesztivált rendeznek: történelmi események felelevenítése, téli ünnepek, koncertek, repülőnap. Öt épületegyüttest tartanak nyilván műemlékként.
A város sportélete jelentéktelen, az infrastruktúra hiányos. Két sportpálya és egy sportcsarnok van a városban.

### Látnivalók
- A szász erődtemplom 1250 körül épült a központban, a 15. században tornyokkal erősített várfallal és vizesárokkal vették körül. A Barcaság egyik legerősebbnek ítélt templomerődje. 1658-ban védői feladták, a tatárok pedig elpusztították; újjáépítése nyolc évet vett igénybe. A 19. században lebontották az erőd kaputornyát, hogy ott építsék fel a faluházát. Maga a templom gótikus stílusú, háromhajós épület, alacsony toronnyal. Az egyetlen erdélyi szász evangélikus templom, amelynek belseje teljesen ki van festve.[48]
- Az ortodox templom 1780-ban épült a város déli, románok lakta részén Ioan Boghici brassói kereskedő és a helyi hívek támogatásával. Téglalap alaprajzú, kőből és téglából emelt épület, körülötte sírkerttel. 1814-ben festette ki Nicolae festő; a freskókat később lemeszelték, de 1983-ban helyreállították. Tornya 1830-ban készült el. Mellette található a paplak, mely a 19. században eredetileg román iskolaépületnek épült.[22]
- Városközpont és környező utcák, 19. századi műemlék épületekkel[49]

## Képek

Az evangélikus erődtemplom
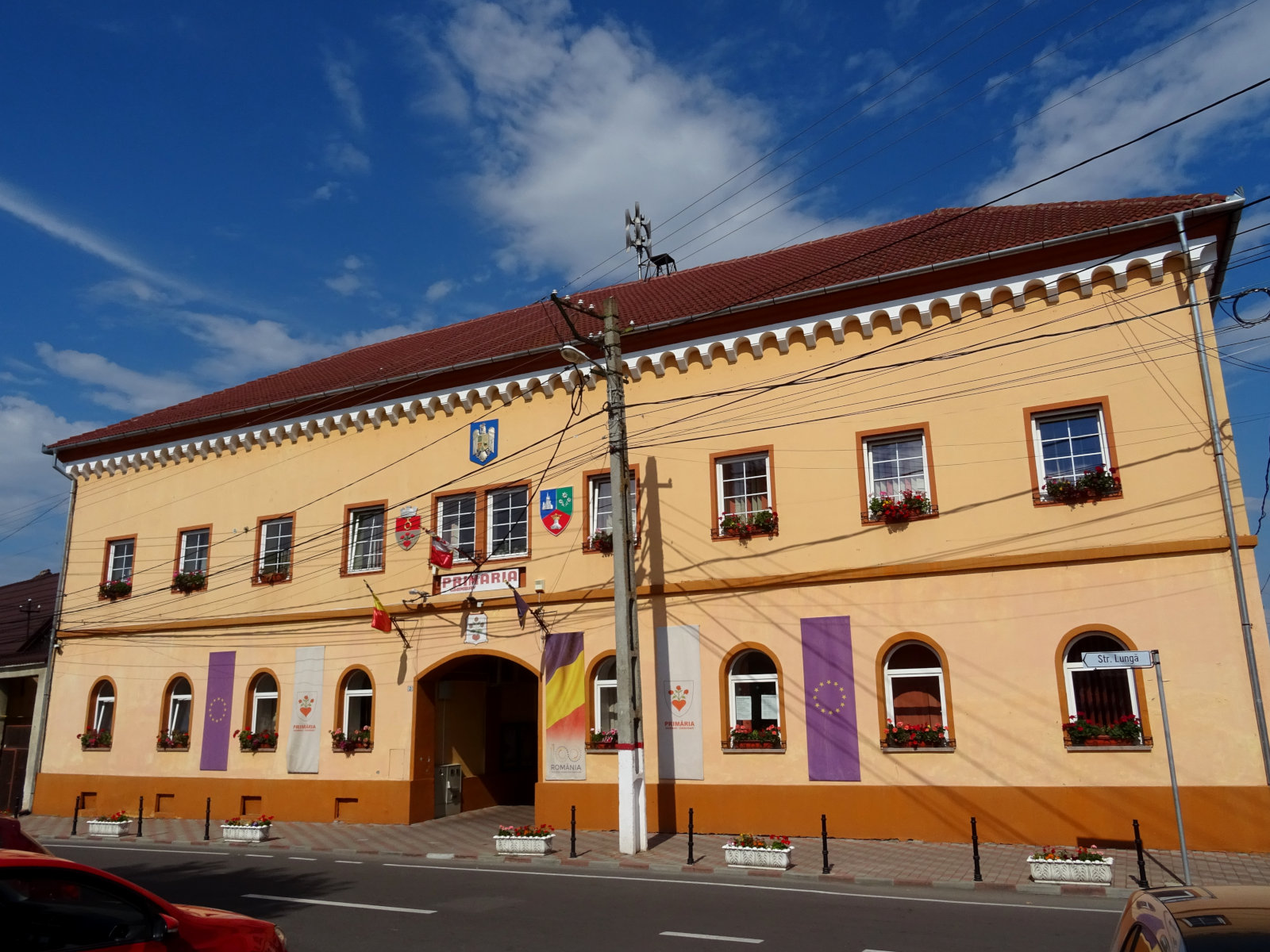
A kaszárnya, ma városháza
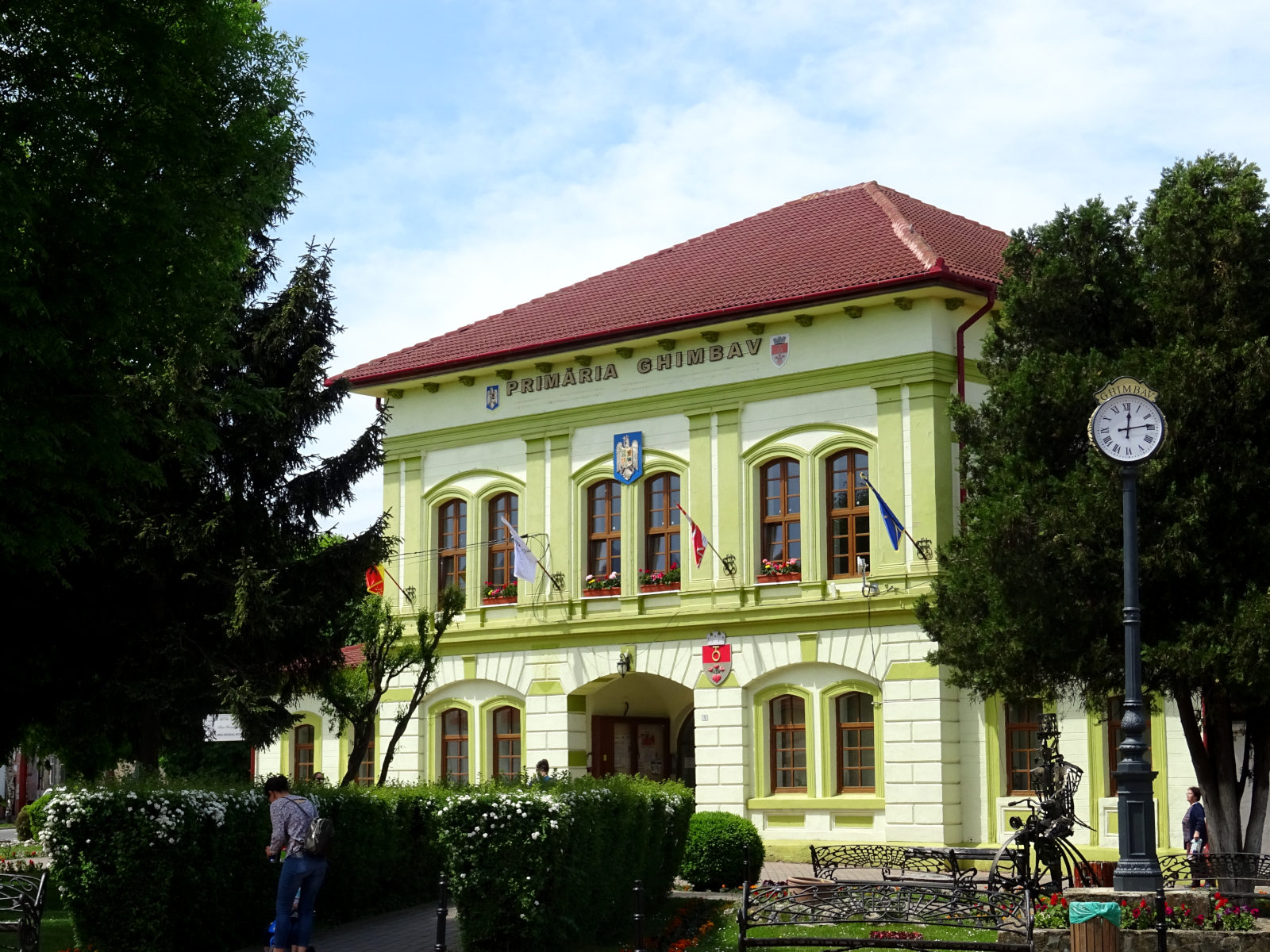
Az 1876-ban épült „új” faluháza
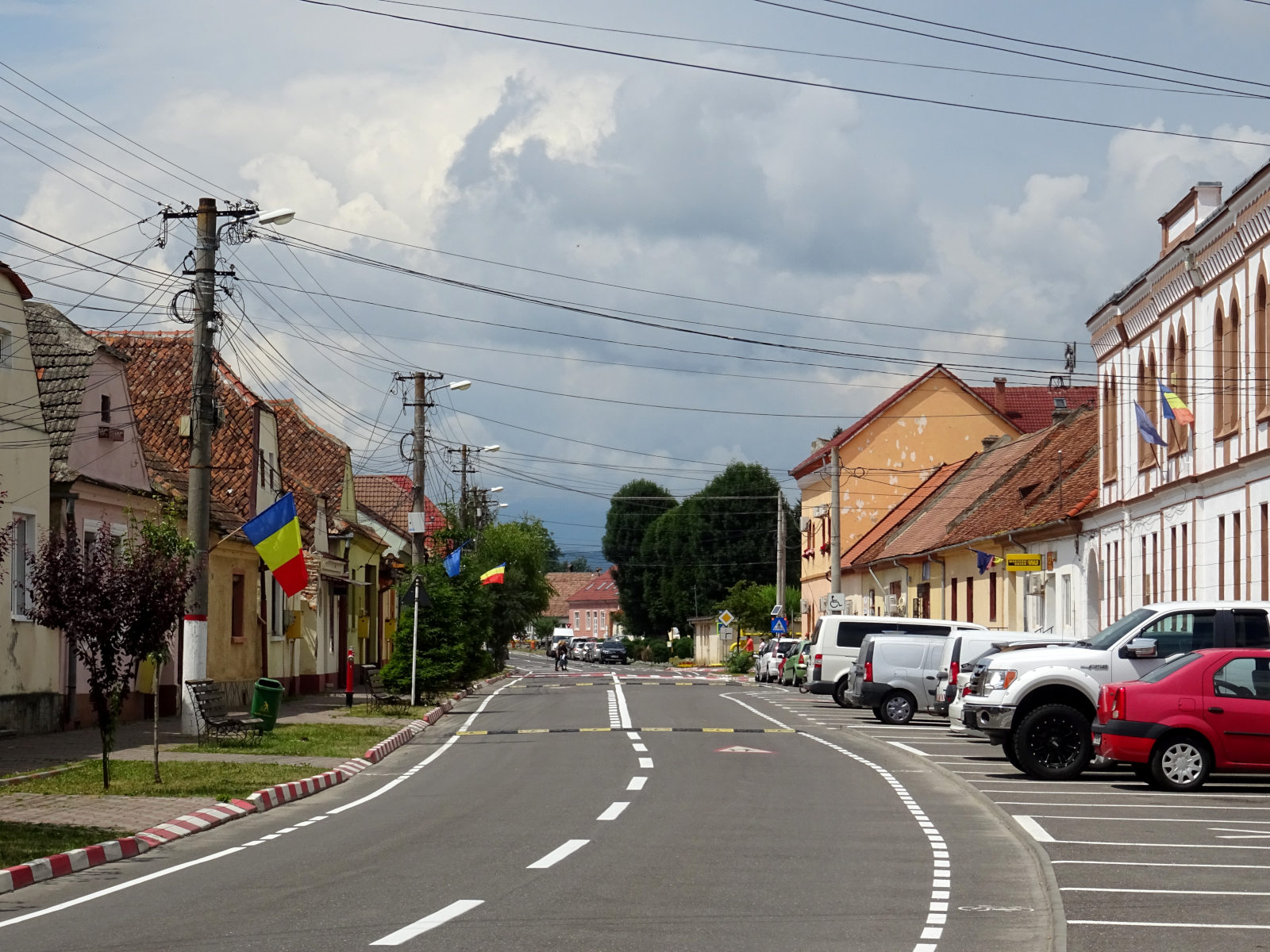
A Piac utca
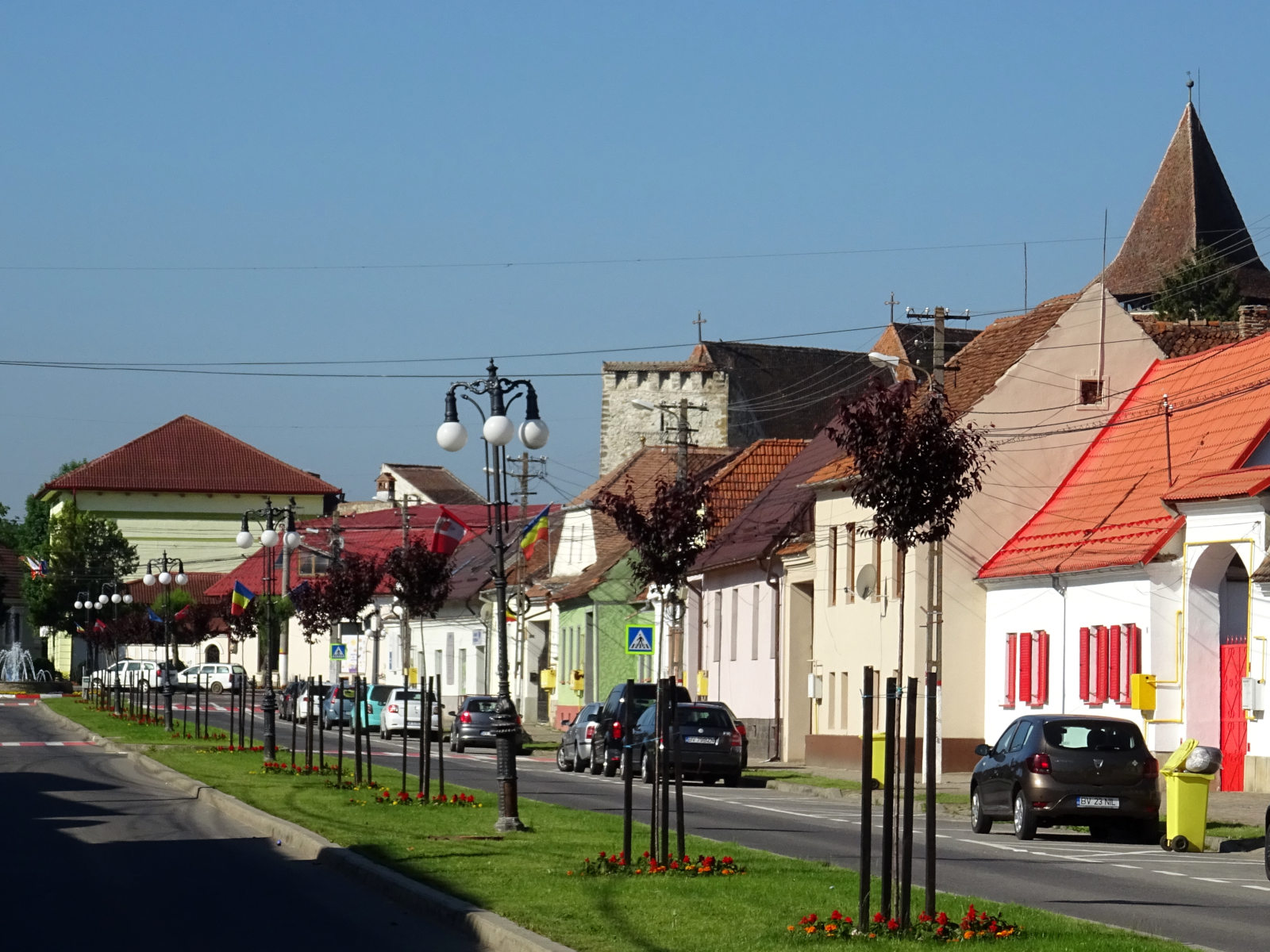
A Hosszú utca